# Their Ups and Downs (film 1914 Christie)
Their Ups and Downs è un cortometraggio muto del 1914 diretto da Al Christie. Prodotto dalla Nestor e distribuito dall'Universal Film Manufacturing Company, aveva come interpreti Eddie Lyons, Lee Moran e Victoria Forde.

## Trama
Eddie e la moglie abitano sulla cima di una collina servita da una tranvia. La signora prende lezioni di musica da un professore, vicino di casa, che abita alla fermata più in basso. Il marito, geloso, si convince che il musicista faccia la corte a sua moglie e litiga con lui. Un giorno, mentre sta tornando a casa in tranvia, vede nella vettura che sta scendendo la moglie insieme al professore. Convinto che tra i due ci sia una tresca, appena arrivato in cima prende la vettura che sta scendendo, deciso a inseguirli. L'inseguimento, però, si rivela difficoltoso perché, nel frattempo, la moglie si è accorta di aver dimenticato la borsa che va a riprendere a casa. Mentre lui scende, lei risale. Eddie, furibondo, arrivato in basso si mette a questionare con il musicista che cerca di levarselo di torno dicendogli che la moglie è andata a casa. Questa volta, Eddie corre su per la scalinata che porta in cima alla collina ma perde ancora una volta la moglie che ha avuto tutto il tempo di recuperare la borsa e di tornarsene giù dove il maestro di musica la informa del comportamento incoerente di suo marito. Eddie, che vede da lontano i due parlarsi, si infuria sempre di più e cerca di raggiungerli. Ma quando giunge in basso non ci sono più: il professore questa volta ha accompagnato la moglie di Eddie a casa dove, finalmente arriva anche il marito geloso armato di una pistola con la quale minaccia il suo supposto rivale. Il professore, che riesce a scappare, giura a sé stesso che non vuole più niente a che fare con quella coppia di matti. Eddie, dal canto suo, procura alla moglie dei rotoli di musica per una pianola meccanica che non ha bisogno di qualcuno che la suoni.

## Produzione
Il film fu prodotto da David Horsley per la sua casa di produzione, la Nestor Film Company. Venne girato a Angel's Flight Railway, Bunker Hill, Downtown, (Los Angeles).

## Distribuzione
Distribuito dall'Universal Film Manufacturing Company, il film - un cortometraggio di una bobina - uscì nelle sale cinematografiche statunitense l'11 dicembre 1914.